# Gladys Moore Vanderbilt

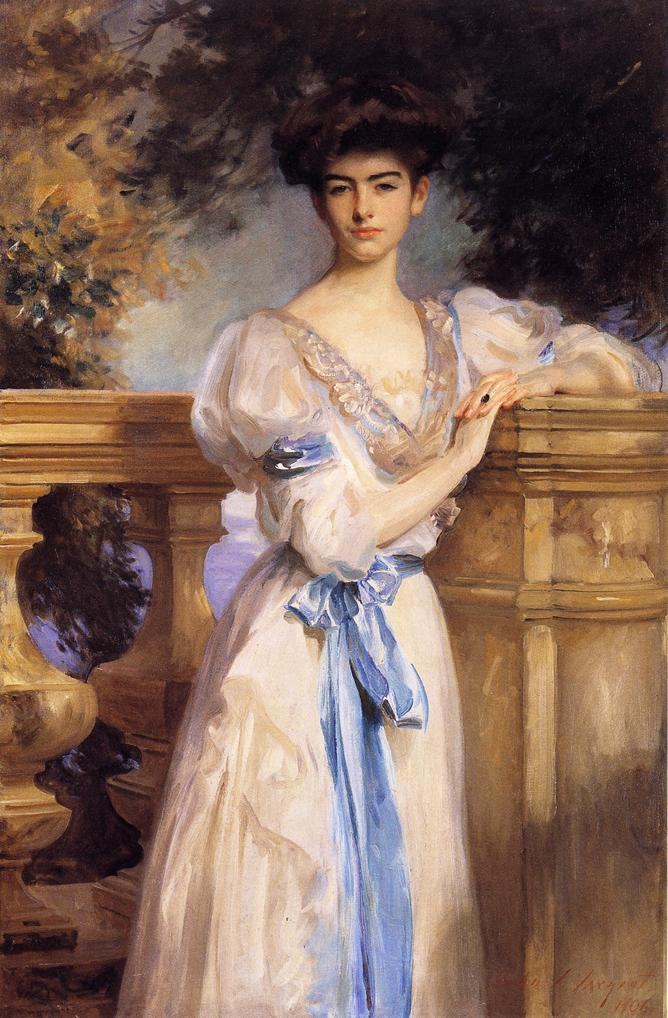
Gladys Moore Vanderbilt (Gemälde von John Singer Sargent, 1906)

Gladys Moore Vanderbilt, besser bekannt als Gräfin Széchenyi de Sárvár-Felsövidék (* 27. August 1886 in Newport, Rhode Island; † 29. Januar 1965 in Washington, D.C.) war ein Mitglied der wohlhabenden Vanderbilt-Familie.

## Leben
Gladys Moore Vanderbilt war das siebte und jüngste Kind des wohlhabenden Geschäftsmanns und Finanziers Cornelius Vanderbilt II (1843–1899) und seiner Ehefrau Alice Claypoole Gwynne (1845–1934); und damit Urenkelin des Commodore Cornelius Vanderbilt. In den Sommermonaten ihrer Jugend hielt sie sich in Newport, Rhode Island, im Hause ihrer Familie auf. Sie wurde dort von Privatlehrern sowie an der exklusiven Brearley School in New York erzogen.

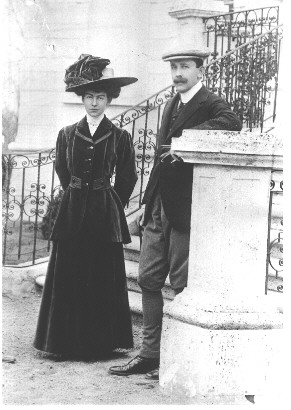
Vanderbilt mit ihrem Mann László Széchenyi, 1908

Am 27. Januar 1908 heiratete die Milliardärstochter in New York den ungarischen Grafen László Széchenyi de Sárvár-Felsövidék (1879–1938), der vierte Sohn von Graf Dionys Széchenyi de Sárvár-Felsövidék und seiner französischen Gattin Emilie de Riquet, Countess de Caraman-Chimay. Aus der Ehe gingen fünf Kinder hervor:
- Cornelia (1908–1958) ⚭ 1933 Eugene Roberts (1898–1983)
- Alice (1911–1974) ⚭ 1931 Adalbert Graf Hadik de Futak (1905–1971)
- Gladys (1913–1978)

⚭ 1935–1946 (annulliert) Guy Finch-Hatton, 15. Earl of Winchilsea and Nottingham (1911–1950)
⚭ 1954 Arthur Talbot Peterson (1905–1962)
- Sylvia (1918–1998) ⚭ 1949 Anton Graf Szapáry de Muraszombath (1905–1972)
- Ferdinandine (* 1923) ⚭ 1946 Alexander Graf von und zu Eltz (1911–1977)

In den folgenden Jahren unternahm das Ehepaar ausgedehnte Reisen durch Europa und nach Ägypten. Auf einer dieser Reisen befreundeten sie sich mit Herzogin Sophie von Hohenberg, Ehefrau des österreichischen Thronfolgers Franz Ferdinand. Das Grafenpaar war gern gesehener Gast auf Schloss Miramare bei Triest.

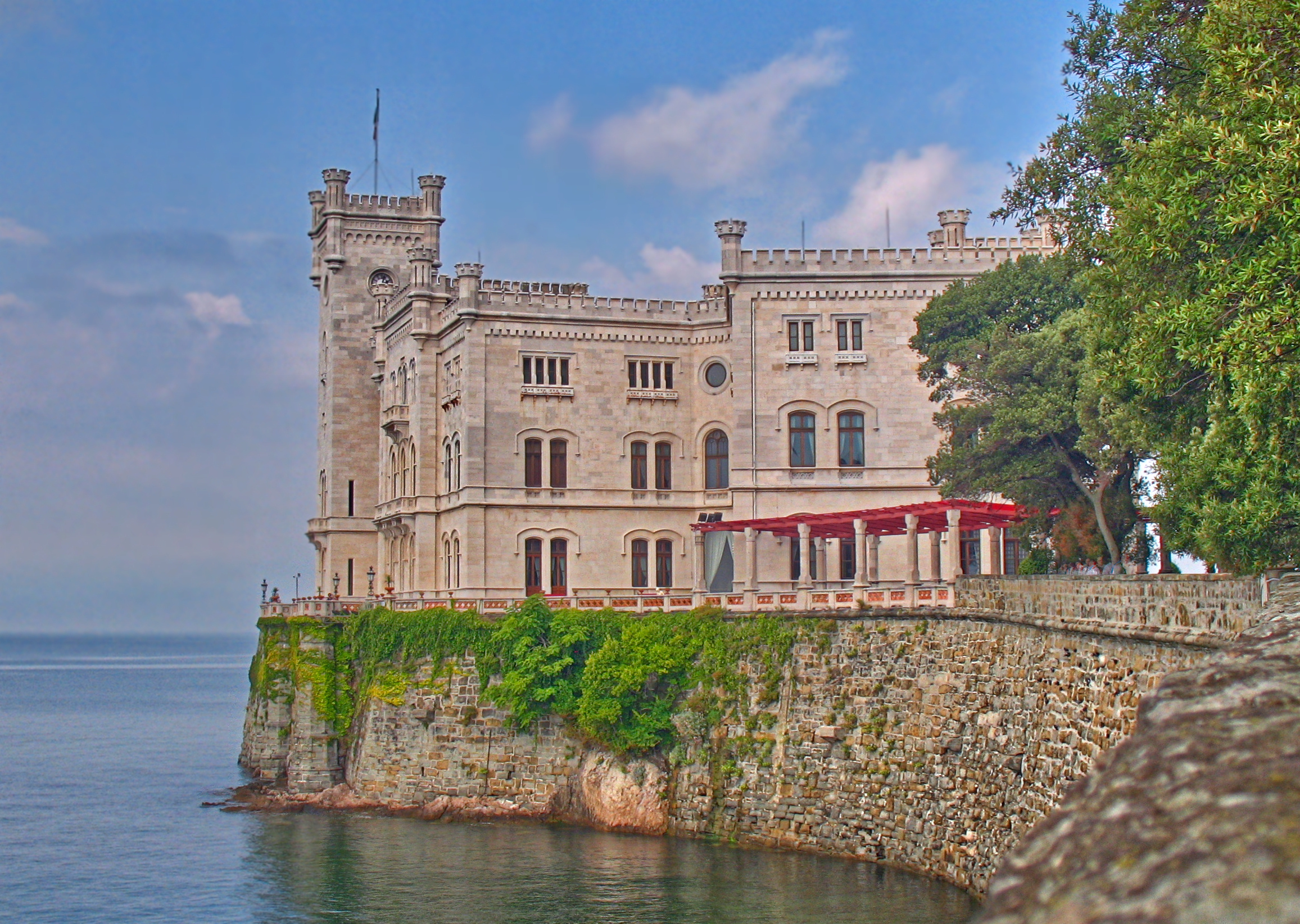
Schloss Miramare

Während des Ersten Weltkriegs sammelte Gräfin Széchenyi für verschiedenen Hilfsorganisationen Geld. Trotz fehlender Ausbildung zur Krankenschwester pflegte sie als Schwester Gladys während des Krieges die Verletzten in den Lazaretten an der Westfront. Nach dem Krieg wurde ihr von der französischen Regierung für ihre Verdienste der Orden Croix de guerre verliehen. Nach dem Tod ihres Ehemannes im Jahr 1938 zog sich die Gräfin Széchenyi de Sárvár-Felsövidék ins Privatleben zurück. Sie starb an den Folgen eines Herzinfarkts.

## Name in verschiedenen Lebensphasen
- 1886–1908 Gladys Moore Vanderbilt
- 1908–1938 Gräfin Széchenyi de Sárvár-Felsövidék
- 1938–1965 Die Witwe Gräfin Széchenyi de Sárvár-Felsövidék

## Erwähnenswertes
- Ihre ältere Schwester, Gertrude Vanderbilt Whitney (1875–1942), war eine bekannte Bildhauerin und Kunstmäzenin. Sie hat das Whitney Museum of American Art in New York City gestiftet.
- Ihr Bruder, Alfred Gwynne Vanderbilt (1877–1915), starb auf der Lusitania, nachdem das Schiff im Irischen Kanal vom U-Boot U 20 der kaiserlichen deutschen U-Boot-Marine torpediert wurde.
- Ihre Cousine, Consuelo Vanderbilt, war mit dem britischen Politiker Charles Spencer-Churchill, 9. Duke of Marlborough, verheiratet.